# Teri Harangozó

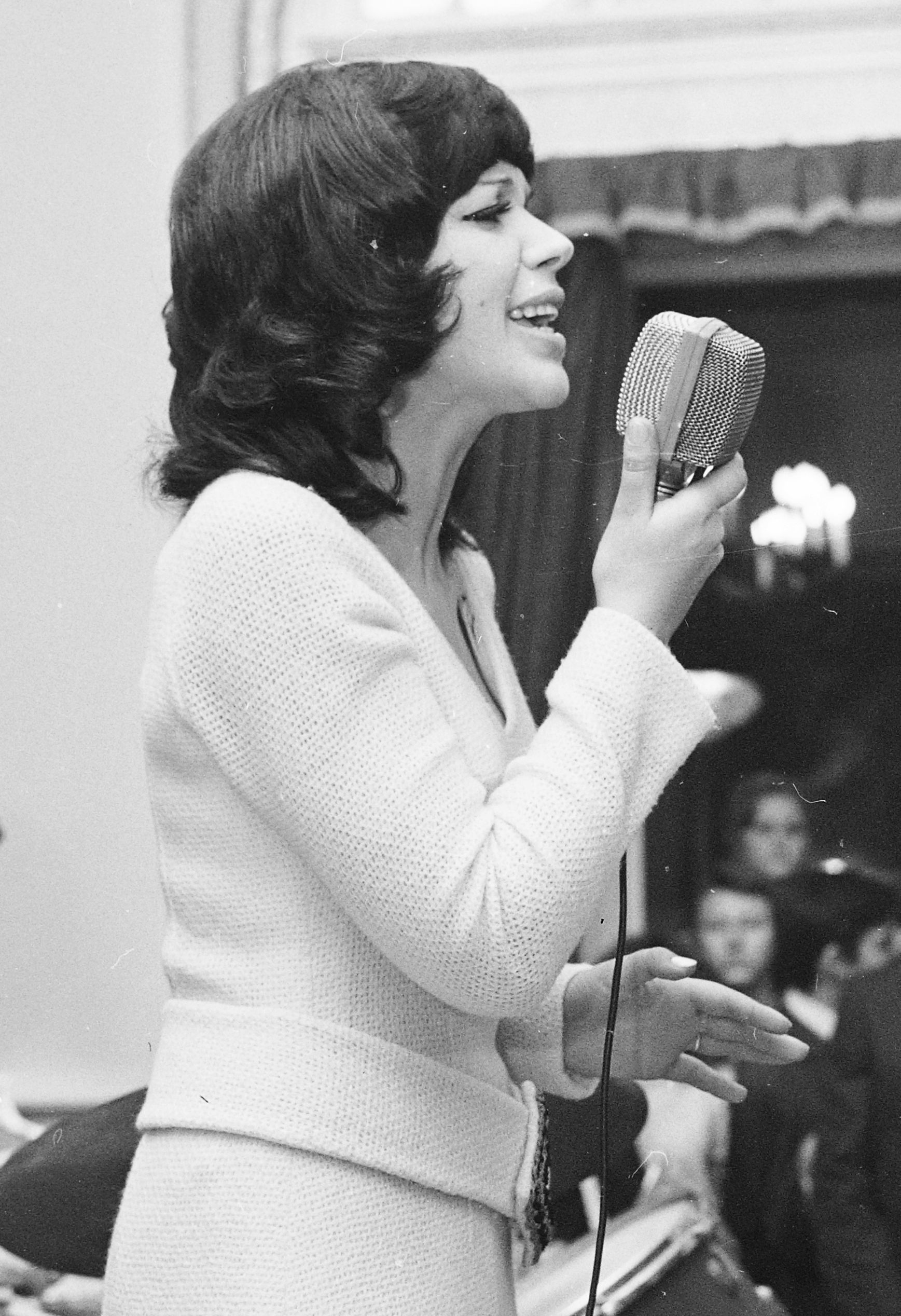
Teri Harangozó im Jahr 1968

Teri Harangozó (* 8. August 1943 in Bátya; † 8. September 2015 in Budapest) war eine ungarische Sängerin. Sie war in der zweiten Hälfte des 20. Jahrhunderts eine der bekanntesten Sängerinnen in Ungarn. Harangozós Werke inspirierten nachfolgende ungarische Sängerinnen (darunter Kati Kovács, Zsuzsa Koncz, Sarolta Zalatnay).

## Leben und Wirken
1965 trat Harangozó erstmals in der Show Ki mit tud? auf. 1966 erhielt sie als erste ungarische Sängerin eine Goldene Schallplatte, und zwar für das Lied „Minden ember boldog akar lenni“.
Im Jahr 1968 nahm sie am Táncdalfesztivál teil, wo sie 1968 und 1969 mit den Liedern Sose fájjon a fejed und Szeretném bejárni a földet den zweiten Platz erreichte. Teris größter Hit, Mindenkinek van egy álma, wurde 1968 veröffentlicht und dort live aufgeführt. Sie hat ungefähr 100 Songs aufgenommen, die entweder als Singles oder auf ihren vier Musikalben erschienen sind. Im Ausland spielte sie mit dem Namen Terry Black. Im Jahr 1970 trat sie vermehrt mit dem Musiker Dániel Benkő auf.
Am 8. September 2015 starb Harangozó an einer Lungenerkrankung.

## Diskografie

### Singles (Auswahl)
Zwischen 1966 und 1978 veröffentlichte sie etwa 100 Songs.
- 1966: Minden ember boldog akar lenni
- 1967: Mindennap
- 1967: Egy láda arany – zusammen mit Ambrus Kyrivel, Magay Klementinával und Zoránnal
- 1968: Mindenkinek van egy álma
- 1968: Sose fájjon a fejed!
- 1968: Még elkísér
- 1969: Azok a szép napok
- 1969: A zápor
- 1969: Szeretném bejárni a földet
- 1969: Ördögtánc
- 1969: Nehéz dolog a szerelem
- 1972: Hálás szívvel köszönöm
- 1976: Lánynak születtem
- 1976: Óriáspénz
- 1976: Hidd el!
- 1977: Szeretném, ha féltékenyebb volnál
- 1978: Ma valakinek hiányzom
- 1980: Banánvirág
- 1980: Chiquitita[8]
- 1989: Mama, úgy szeretlek én[9]
- 1992: Egyetlen szív
- 1992: Szeretetre szomjasan[10]

### Alben
- 1969: Bim-bam (LP)
- 1976: Lánynak születtem (LP, MC)
- 1987: Álmodj velem (MC)[11]
- 1992: Minden ember boldog akar lenni (MC)
- 1999: Minden ember boldog akar lenni (Bónusz: Mama, úgy szeretlek én; virágénekek (CD))
- 2001: Sose fájjon a fejed (CD, MC)

### Werke in anderen Sprachen
- 1969: Du hast mich gefragt / Gib nicht auf

### Radioaufnahmen
- 1973: Nekem csak vele kell a szerelem
- 1974: A csillagok útja vár (Máté Péter–S. Nagy István)[12]
- 1974: Aki boldog
- 1975: Azt hittem, hogy a nagy szerelmet én találtam fel (Zsoldos B.–Kovács F.–Bradányi Iván)
- 1976: Olyan régóta tetszel nekem
- 1978: Örökzöld
- 1978: Az első lépés a férfié[13]
- 1978: Jöjj már (Mikó Balázs–S. Nagy István)
- 1980: Chiquitita
- 1980: Banánvirág
- 1981: Nem akarom tudni (Mészáros Ágnes)[14]
- 1981: Hiába (Wolf Péter–S. Nagy István)[15]
- 1982: Engedj tovább (Szigeti Edit)
- 1989 Mama, úgy szeretlek én (Dobos Attila–Szenes Iván)

## Filmografie
Harangozó hatte neben ihren drei Filmrollen auch viele Auftritte im ungarischen Fernsehen.

### Filme
- 1969: Bözsi és a többiek
- 1976: Fekete gyémántok
- 1992: Kutyakomédiák